# Alphonse-Hubert de Latier de Bayane
Alphonse-Hubert de Latier de Bayane (Valence, 30 ottobre 1739 – Parigi, 27 luglio 1818) è stato un cardinale francese.
Fu nominato cardinale della Chiesa cattolica da papa Pio VII.

## Biografia
Nacque a Valence il 30 ottobre 1739.
Papa Pio VII lo elevò al rango di cardinale nel concistoro del 9 agosto 1802.
Morì il 27 luglio 1818 all'età di 78 anni.

## Araldica
|  |

|  |